# Isolepis costata
Isolepis costata är en halvgräsart som beskrevs av Ferdinand von Hochstetter och Achille Richard. Isolepis costata ingår i släktet borstsävssläktet, och familjen halvgräs. Inga underarter finns listade i Catalogue of Life.